# Freire (piłkarz)
Leandro Freire de Araújo (ur. 21 sierpnia 1989 w Presidente Prudente) – brazylijski piłkarz występujący na pozycji obrońcy.

## Życiorys
Seniorską karierę rozpoczynał w União São João EC, jednak w barwach tego klubu występował tylko w Campeonato Paulista Série A2. Z União São João był wypożyczany do Paulista FC, Paraná Clube, Sport Club do Recife i Botafogo FR. W barwach Sport Club rozegrał pięć spotkań w Campeonato Brasileiro Série A, debiutując 12 października 2009 roku w zremisowanym 1:1 spotkaniu z Goiás EC. W 2010 roku został piłkarzem Vitória SC. W barwach tego klubu rozegrał 33 mecze w Primeira Lidze (debiut 16 sierpnia 2010 w zremisowanym 0:0 spotkaniu z SC Olhanense), a w 2013 roku zdobył Puchar Portugalii. W styczniu 2014 roku podpisał kontrakt z CD Nacional, jednak już w marcu został wypożyczony do Ordabasów Szymkent. W Priemjer Ligasy rozegrał 28 meczów, a po zakończeniu sezonu 2014 wrócił do Nacionalu, dla którego następnie wystąpił w ośmiu spotkaniach ligowych. Latem 2015 roku został zawodnikiem Apollonu Limassol, gdzie występował przez jeden sezon. W barwach Apollonu wystąpił w 32 meczach Protathlima A’ Kategorias, debiutując 23 sierpnia w wygranym 2:1 meczu z Arisem Limassol. Z Apollonem zdobył ponadto Puchar Cypru. Po zakończeniu sezonu przeszedł do GD Chaves, a w lutym 2017 roku podpisał kontrakt z Shimizu S-Pulse. W J1 League zadebiutował 25 lutego w przegranym 0:1 meczu z Vissel Kobe. Ogółem dla Shimizu S-Pulse przez dwa lata rozegrał 40 spotkań w lidze. Następnie występował w innych japońskich klubach: Shonan Bellmare, V-Varen Nagasaki i FC Gifu. W 2023 roku przeszedł do Grêmio Desportivo Prudente, reprezentując ten klub w rozgrywkach Campeonato Paulista Série A3.

## Statystyki ligowe
| Sezon         | Klub                 | Liga                          | Mecze | Gole |
| ------------- | -------------------- | ----------------------------- | ----- | ---- |
| 2009          | Paraná Clube         | Campeonato Brasileiro Série B | 14    | 0    |
| 2009 (j)      | Sport Club do Recife | Campeonato Brasileiro Série A | 5     | 0    |
| 2010/2011     | Vitória SC           | Primeira Liga                 | 12    | 0    |
| 2011/2012     | Vitória SC           | Primeira Liga                 | 7     | 1    |
| 2012/2013     | Vitória SC           | Primeira Liga                 | 9     | 1    |
| 2013/2014 (j) | Vitória SC           | Primeira Liga                 | 5     | 0    |
| 2014          | Ordabasy Szymkent    | Priemjer Ligasy               | 28    | 1    |
| 2014/2015 (w) | CD Nacional          | Primeira Liga                 | 8     | 0    |
| 2015/2016     | Apollon Limassol     | Protathlima A’ Kategorias     | 32    | 3    |
| 2016/2017     | GD Chaves            | Primeira Liga                 | 18    | 0    |
| 2017          | Shimizu S-Pulse      | J1 League                     | 11    | 0    |
| 2018          | Shimizu S-Pulse      | J1 League                     | 29    | 0    |
| 2019          | Shonan Bellmare      | J1 League                     | 16    | 2    |
| 2020          | V-Varen Nagasaki     | J2 League                     | 24    | 1    |
| 2021          | V-Varen Nagasaki     | J2 League                     | 12    | 1    |
| 2022          | FC Gifu              | J3 League                     | 15    | 0    |